# 马口街道
马口街道，是中华人民共和国山西省大同市云冈区下辖的一个乡镇级行政单位。2021年3月，撤销马口街道，原马口街道的行政区域为云燕街道的行政区域。

## 行政区划
马口街道下辖以下地区：
木代街社区。